# Natasha Dupeyrón
Natasha Elizabeth Dupeyrón Estrada (Ciudad de México, 3 de junio de 1991), conocida simplemente como Natasha Dupeyrón, es una actriz, cantante y modelo mexicana.
Es hija del actor Humberto Dupeyrón, hermana del dramaturgo y escritor Odin Dupeyrón y sobrina de la también actriz Elizabeth Dupeyrón.

## Carrera
En 1992 aparece en la serie de comedia Dr. Cándido Pérez.
Uno de sus papeles fue el de la pequeña Natalia en La otra.
En 1997 tuvo una pequeña actuación especial en la telenovela Esmeralda en el papel de Esmeralda de niña.
En 2003 tuvo su primer protagónico infantil en la telenovela De pocas, pocas pulgas. Después de terminar las grabaciones, formó parte del grupo D' Pocas, con el cual sacaron otro disco, aparte del de la telenovela.
Su primer rol como villana lo obtuvo interpretando a Evita en la telenovela Peregrina en 2005.
También ha participado en más de diez obras de teatro donde destaca la obra musical Vaselina 2006 donde interpretó a Chiquis junto con Aarón Díaz y Sherlyn. La obra musical se estrenó el 25 de julio en Monterrey, iniciando su gira por México. Natasha cantaba en dúo El Rey de los Tristones junto con Juan Carlos Flores (Lalo).
Luego de más de cien presentaciones, a casi finales de 2006 abandonó la obra Vaselina para poder comenzar a grabar en la telenovela Lola, érase una vez, donde encarnó a Marion Von Ferdinand.
En 2008, participó en la telenovela Juro que te amo donde interpretó a Lía Madrigal.
En 2009, protagonizó la telenovela Verano de amor encarnó a Berenice Perea Olmos.
Para el año 2012, Natasha participa en la nueva versión de Quinceañera, denominada Miss XV, dando vida a Natalia D' Acosta, esta vez de la mano del productor Pedro Damián. Grabó varios discos como integrante de la banda de la telenovela, Eme 15.
En 2013, Natasha fue llamada nuevamente ahora para la telenovela Qué pobres tan ricos producción de Rosy Ocampo, para darle vida a Frida Ruizpalacios Romagnoli.
En 2014, el productor Pedro Ortíz de Pinedo la contrató en La CQ para interpretar a Joana Pinto del Rostro.
Fue invitada por el productor Sergio Scarpett, para protagonizar la obra de teatro Buen viaje, la cual se estrenó en enero de 2015.
En 2016, se estrenó la película Treintona, soltera y fantástica donde da vida a Regina y obtuvo la nominación al Premio Ariel como "Revelación femenina".

## Filmografía

### Cine
| Año  | Película                           | Personaje         | Notas                                            |
| ---- | ---------------------------------- | ----------------- | ------------------------------------------------ |
| 2000 | Recompensa                         | Regina            | Debut de cine                                    |
| 2006 | Efectos secundarios                | Mimi (18 años)    |                                                  |
| 2011 | Ella y el candidato                | Isabel            |                                                  |
| 2014 | Escenia                            | Ella              | Cortometraje                                     |
| 2015 | Ladronas de almas                  | Roberta           |                                                  |
| 2016 | La vida inmoral de la pareja ideal | Amelia            |                                                  |
| 2016 | La vida secreta de tus mascotas    | Katie             | Papel de voz para Hispanoamérica                 |
| 2016 | Treintona, soltera y fantástica    | Regina            | Nominada al Premio Ariel por relevación femenina |
| 2017 | El que busca, encuentra            | Bibiana Zamarripa |                                                  |
| 2018 | Plan V                             | Paula             | Protagonista                                     |
| 2019 | La boda de mi mejor amigo          | Pamela            | Protagonista                                     |
| 2019 | Un papá pirata                     | Sara              |                                                  |
| 2019 | La vida secreta de tus mascotas 2  | Katie             | Papel de voz para Hispanoamérica                 |
| 2022 | Cuando sea joven                   | María             |                                                  |

### Televisión
| Año       | Título                  | Personaje                         | Notas                                                               |
| --------- | ----------------------- | --------------------------------- | ------------------------------------------------------------------- |
| 1992-1993 | Dr. Cándido Pérez       | Natasha (Ella misma)              | Debut de televisión                                                 |
| 1995-1996 | María la del Barrio     | Perlita Ordóñez                   |                                                                     |
| 1997      | Esmeralda               | Esmeralda (Niña)                  |                                                                     |
| 1998      | Gotita de amor          | Roxana                            |                                                                     |
| 1998-1999 | Ángela                  | María Molina                      |                                                                     |
| 2000      | Siempre te amaré        | Antonia Castellanos Robles (Niña) |                                                                     |
| 2000-2001 | Carita de ángel         | Mariana Reyes Fernández           |                                                                     |
| 2001      | Amigas y rivales        | Aurora                            |                                                                     |
| 2002      | La otra                 | Natalia Ibáñez Portugal           |                                                                     |
| 2003      | De pocas, pocas pulgas  | Alejandra "Alex" Lastra / Camila  | Protagonista                                                        |
| 2004-2006 | Rebelde                 | Augustina / Natasha               | Augustina-Temporada 1, EP1 / Natasha-Temporada 3, EP3               |
| 2005-2006 | Peregrina               | Eva "Evita" Osorio                | Antagonista                                                         |
| 2005      | Contra viento y marea   | Leslie                            | 1 episodio                                                          |
| 2007-2008 | Lola, érase una vez     | Marion Von Ferdinand              | Protagonista                                                        |
| 2008      | La rosa de Guadalupe    | Verónica                          | Episodio: A Como de Lugar                                           |
| 2008      | Juro que te amo         | Rosalía "Lía" Madrigal Campero    | Protagonista                                                        |
| 2009      | Verano de amor          | Berenice Perea Olmos              | Protagonista                                                        |
| 2011      | Momentos                | Julia                             | Película para televisión                                            |
| 2012      | Miss XV                 | Natalia D' Acosta                 | Protagonista                                                        |
| 2013-2014 | Qué pobres tan ricos    | Frida Ruizpalacios Romagnoli      | Protagonista                                                        |
| 2014      | Hoy                     | Ella misma                        | Conductora                                                          |
| 2014      | La CQ                   | Joana Pinto del Rostro            | Invitada                                                            |
| 2017      | Los40 Music Awards 2017 | Ella misma                        | Presentadora                                                        |
| 2018      | Aquí en la Tierra       | Pia                               |                                                                     |
| 2018-2020 | La casa de las flores   | Ana Paula "La Chiquis" Corcuera   | Serie de Netflix Principal: temporadas 2-3, secundaria; temporada 1 |
| 2022-2024 | Señorita 89             | Isabel                            | Principal temporadas 1-2                                            |
| 2025      | Los hilos del pasado    | Tamara                            | En filmación                                                        |
| TBA       | El dentista             |                                   | Post producción                                                     |
| TBA       | Futuro Desierto         | Anya                              | Post producción                                                     |

### Videos musicales
| Año  | Título                                          | Artista    | Notas                      |
| ---- | ----------------------------------------------- | ---------- | -------------------------- |
| 2011 | El tiempo no lo cambiará                        | Matteos    |                            |
| 2012 | Wonderland                                      | Eme 15     | Sencillo debut de la banda |
| 2012 | Solamente Tú                                    | Eme 15     |                            |
| 2013 | Diferente (En vivo desde el Auditorio Nacional) | Eme 15     |                            |
| 2013 | Te Quiero Más                                   | Eme 15     |                            |
| 2013 | Vivan los niños                                 | Eme 15     |                            |
| 2013 | Baila "Muévete con Chester Cheetos"             | Eme 15     |                            |
| 2015 | Contigo puedo ser quien soy                     | Juan Solo  |                            |
| 2016 | Tú                                              | Yago Muñoz | Dueto                      |
| 2020 | Incendio                                        | Autocinema | Dueto                      |

## Obras de teatro
| Año  | Obra                | Personaje    | Notas                                                   |
| ---- | ------------------- | ------------ | ------------------------------------------------------- |
| 2004 | Un mundo de colores | Papel menor  |                                                         |
| 2006 | Vaselina            | Chiquis      | Adaptación mexicana de Grease                           |
| 2011 | Cenicienta          | Cenicienta   | Adaptación mexicana de Cinderella                       |
| 2015 | Buen viaje          | Ana          | Protagonista / Suplente                                 |
| 2015 | Infidelidades       | Julieta      | Adaptación mexicana de Central Park West de Woody Allen |
| 2015 | La Llamada          | María Casado | Protagonista / Adaptación mexicana de "La Llamada"      |
| 2017 | M.I.N.D.            | Juana        | Sketch de comedia                                       |
| 2017 | Closer              | Alicia       | Adaptación mexicana de "Closer"                         |

## Premios y nominaciones

### Premios Ariel
| Año  | Categoría               | Película                       | Resultado | Ref. |
| ---- | ----------------------- | ------------------------------ | --------- | ---- |
| 2017 | Mejor actriz revelación | Treintona soltera y fantástica | Nominada  |      |

### Premios TVyNovelas
| Año  | Categoría            | Telenovela           | Resultado | Ref. |
| ---- | -------------------- | -------------------- | --------- | ---- |
| 2015 | Mejor actriz juvenil | Qué pobres tan ricos | Nominada  |      |

### Kids Choice Awards México
| Año  | Categoría                  | Telenovela           | Resultado | Ref. |
| ---- | -------------------------- | -------------------- | --------- | ---- |
| 2014 | Actriz Favorita            | Qué pobres tan ricos | Ganadora  |      |
| 2012 | Actriz de Reparto Favorita | Miss XV              | Ganadora  |      |